# نمودار حد شکل‌دهی
نمودار حد شکل‌دهی، که به عنوان منحنی حد شکل‌دهی نیز شناخته می‌شود، در شکل‌دادن ورق فلزها برای پیش‌بینی رفتار شکل‌دهی ورق فلز مورد استفاده بکار می‌رود. با این نمودار می‌توان توصیف گرافیکی از آزمایش‌های شکست مواد، مانند آزمایش گنبد پانچ‌شده ارائه داد.
به منظور تعیین اینکه آیا یک منطقه معین شکست خورده است یا خیر، یک آزمایش مکانیکی انجام می‌شود. در این آزمایش مکانیکی، با قرار دادن یک علامت دایروی بر روی قطعه کار قبل از تغییر شکل آن، و سپس اندازه‌گیری بیضی ایجاد‌شده از روی این دایره، انجام می‌گیرد. با تکرار این آزمایش مکانیکی برای ایجاد طیفی از حالت‌های تنش، نمودار حد شکل‌پذیری که در آن شکست شروع می‌شود، به شکل یک خط تولید می‌شود. (همچنین شکل‌پذیری را ببینید).

## توضیح

تعریف محورهای تغییر شکل در اندازه‌گیری نمودار حدی

نیم‌محورهای بیضوی ایجادشده با این دایره، امکان اندازه‌گیری کرنش نسبی را در دو جهت اولیه، به نام جهت‌های اصلی و جزئی می‌دهد، که مربوط به نیمه محورهای اصلی و فرعی این بیضی می‌باشد. با فرض کرنش مستقل از مسیر، کرنش‌های نسبی به یک مقدار بحرانی می‌رسند که در آن تغییر شکل‌ها رخ می‌دهد. از طریق اندازه‌گیری‌های مکرر، شکل منحنی را می‌توان به صورت تجربی به دست آورد. متناوباً، نمودار حد شکل‌پذیری با استفاده از نگاشت منحنی حد شکست در حوزه حد شکل‌پذیری، نیز ایجاد می‌شود. به هر حال نمودار بدست‌آمده ابزاری را برای تعیین اینکه آیا یک فرآیند شکل‌دهی سرد معین منجر به شکست می‌شود یا خیر را فراهم می‌کند. چنین اطلاعاتی در طراحی فرآیندهای شکل‌دهی حیاتی بوده و لذا برای طراحی این فرآیندها برای ورق فلزی ضروری درنظر گرفته می‌شود. از طریق تشکیل نمودارهای حد شکل‌دهی برای طیف وسیعی از آلیاژها، فرآیند شکل‌دهی و رفتار آلیاژ را می‌توان در زمان طراحی فلزکاری توسط مهندس فرآیند در مطابقت داد.

## تصمیم به‌روز
با دردست بودن و استفاده از سیستم اندازه‌گیری کرنش نوری در ترکیب با پردازش داده‌های دیجیتال، منحنی‌های حدی تشکیل شده که در مقایسه با روش کلاسیکی که در بالا توضیح داده شد، با یک روش خودکار و سازنده‌تر به دست می‌آیند. این روش استاندارد شده‌است و در ISO (12004) مستند می‌باشد.
برای کاملاً به‌دست‌آوردن منحنی حد شکل‌دهی، قطعات آزمایشی با هندسه‌های مختلف توسط پانچ (مثلاً با قطر ۱۰۰ میلی‌متر) کشیده می‌شوند تا زمانی که شکست رخ دهد. اصطکاک با یک سیستم پیچیده سه‌گانه که متشکل از فویل‌ها و گریس بین ورق و ابزار است، تقریباً برابر صفر درنظر گرفته می‌شود. با استفاده از یک سیستم اندازه‌گیری کرنش نوری، مسیرهای کرنش فضایی بلافاصله قبل از شکست قطعه آزمایشی مورد استفاده، ارزیابی می‌شوند. با کمک یک روش درون‌یابی برای تغییر کرنش بین ناحیه شدیداً تغییر شکل یافته و ناحیه گردن - حدود این ناحیه با تغییر علامت مشتق دوم توزیع کرنش محاسبه می‌شود - مقادیر کرنش اصلی و فرعی محاسبه می‌شوند. با استفاده از یک مقدار متوسط برای چندین ارزیابی مقطع، و 3 نمونه آزمایشی برای یک هندسه، یک جفت کرنش (یک نقطه در نمودار حد شکل‌دهی) به عنوان حد شکل‌دهی مشخص می‌شود.
ماهیت شکست و شکل‌پذیری توسط برخی از نویسندگان ذاتاً غیرقطعی به رسمیت شناخته شده‌است، زیرا ممکن است تغییرات زیادی، حتی در یک کمپین آزمایشی، مشاهده شود. از این رو مفاهیم باند حد شکل‌دهی و نقشه حد شکل‌دهی معرفی شده‌اند.

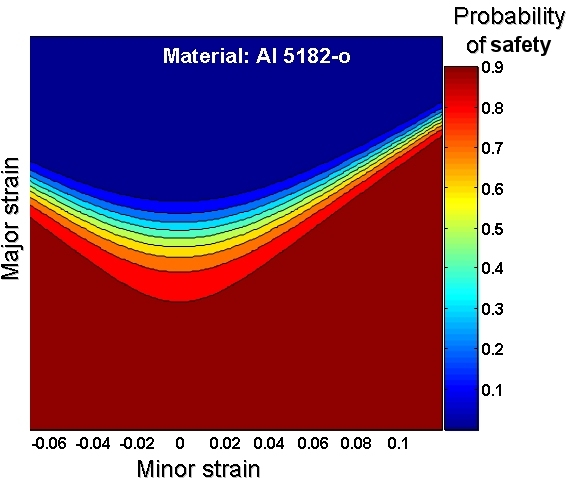
نقشه حد شکل‌گیری احتمالی

## متغیرهای تأثیر
منحنی‌های حد شکل‌دهی (FLC) برای چهار درجه ورق فولادی در شکل پیوست نشان داده شده‌است. همه منحنی‌های محدودیت شکل‌دهی در اصل، شکل یکسانی دارند. حداقل یک منحنی در محل تلاقی با محور کرنش اصلی یا نزدیک به آن وجود دارد، که محدودیت شکل‌دهی در کرنش صفحه‌ای است. با تعریف شروع گردن‌گیری موضعی (مثلاً زمانی که نیروی غشایی به یک مقدار حداکثر می‌رسد) و فرض قانون سخت‌شدگی مطابق با گفته هالومان (σ = K εn)، می‌توان نشان داد که حد شکل‌دهی نظری مربوط در کرنش صفحه‌ای برابر است با ضریب سختی کرنشی، که همان n است. لازم به ذکر است که تأثیر ضخامت وجود ندارد. با مد نظر قراردادن حساسیت به نرخ کرنش مواد، که در فولاد واضح می‌باشد، همراه با ضخامت ورق، می‌توان توضیح داد که محدودیت‌های شکل‌دهی عملی، که با استفاده از روشی که در بالا توضیح داده‌شد، به دست می‌آیند، به طور قابل توجهی بالاتر از حدهای شکل‌دهی نظری قرار دارند. بنابراین پارامترهای اصلی مؤثر بر حدهای شکل‌دهی عبارتند از: ضریب سخت‌شدگی کرنشی، n، ضخامت اولیه ورق استفاده شده، t0، ضریب سخت‌شدگی نرخ کرنش، m، ضریب لنکفورد، r، که ناهمسان‌گردی پلاستیک مواد را تعریف می‌کند، دو اثر بر منحنی محدودیت شکل‌دهی دارد. در سمت چپ هیچ تأثیری وجود ندارد به جز اینکه منحنی به مقادیر بزرگتر گسترش می‌یابد، همچنین در سمت راست افزایش مقادیر r سبب کاهش حدهای شکل‌دهی می‌شود.

## روش M-K
روش گسترده‌ای برای محاسبه FLCها توسط Marciniak در سال 1967 معرفی شده است. این روش فرض می‌کند که یک باند مایل در قطعه ورق که مورد بررسی قرار می‌گیرد با ضخامتی کمتر وجود دارد که نشان‌دهنده یک ناهمگنی است. با این مدل، کرنش‌های حدی را می‌توان به صورت عددی محاسبه کرد. مزیت این روش این است که می‌توان از هر مدل مادی استفاده کرد و همچنین محدودیت‌ها را برای شکل‌دهی غیر نسبی نیز به دست آورد. با این حال، یک عیب نیز وجود دارد. حدهای شکل‌دهی محاسبه‌شده به مقدار ناهمگنی حساس هستند. با فرض یک مدل مادی حساس به نرخ کرنش، می‌توان محدودیت‌های شکل‌دهی واقع‌بینانه‌ای به دست آورد که بالاتر از کرنش‌های حدی نظری قرار دارند. در اصل، با این روش محاسباتی، منحنی‌های محدودیت شکل‌دهی صاف برای مواد تولید می‌شوند که تنها یک مقدار آزمایشگاهی برای این مواد موجود است. یک بررسی خوب بر وضعیت فعلی روش‌های محاسبه FLC در مجموعه مقالات کنفرانسی Numisheet واقع در زوریخ که در سال‌های 2006 و 2008 برگزار شده است، ارائه شده است.

## کاربرد FLCها
منحنی‌های محدودیت شکل‌دهی (FLC) به مدت طولانی به عنوان روشی گسترده برای ارزیابی قابلیت شکل‌دهی ورق فلزی مورد استفاده قرار گرفته‌اند و به طور گسترده در طراحی ابزارها از طریق شبیه‌سازی روش اجزاء محدود (FEM) در محیط‌های تولیدی ادغام شده‌اند. FLCها به طور جامع قابلیت شکل‌دهی مواد را با تعریف آستانه‌های بحرانی کرنش ارزیابی می‌کنند، که به مهندسان امکان بهینه‌سازی طراحی ابزار و فرآیند را برای شکل‌دهی موفق و قابل اعتماد هندسه‌های پیچیده می‌دهد. ادغام FLC‌ها با شبیه‌سازی FEM طراحی را متحول کرده است، به طوری که امکان آزمایش و اعتبارسنجی مجازی ابزارها، شناسایی مشکلات بالقوه و اجرای راه‌حل‌ها قبل از تولید را فراهم می‌کند.

## بیشتر بدانید
- شکل‌پذیری
- کرنش
- تحلیل شبکه دایروی
- گروه تحقیقاتی بین المللی طراحی عمیق (IDDRG)

## مراجع
[[رده:شکل‌دهی فلزات]]
1. ↑  Marciniak, Z.; Duncan, J. L.; Hu, S. J. (2002). Mechanics of sheet metal forming. Butterworth-Heinemann. pp. 75. ISBN 0-7506-5300-0.
2. ↑  Llewellyn, D. T.; Hudd, Roger C. (1998). Steels: metallurgy and applications. Butterworth-Heinemann. pp. 28. ISBN 0-7506-3757-9.
3. ↑  Pearce, R.: “Sheet Metal Forming”, Adam Hilger, 1991, شابک ‎۰−۷۵۰۳−۰۱۰۱−۵.
4. ↑  ISO TC 164/SC 2 N 477, ISO/CD 12004-2, Metallic materials — Sheet and strip - Determination of forming limit curves — Part 2: Determination of forming limit curves in laboratory, Jan 26th, 2006.
5. ↑  Strano, M.; Colosimo, B.M. (30 April 2006). "Logistic regression analysis for experimental determination of forming limit diagrams". International Journal of Machine Tools and Manufacture. 46 (6): 673–682. doi:10.1016/j.ijmachtools.2005.07.005.
6. ↑  Koistinen, D. P.; Wang, N.-M. edts.: „Mechanics of Sheet Metal Forming – Material Behavior and Deformation analysis“, Plenum Press, 1978, شابک ‎۰−۳۰۶−۴۰۰۶۸−۵.
7. ↑  Gese, H. and Dell, H.: “Numerical Prediction of the FLC with the Program Crach”, FLC Zurich 06, Zurich, March 15 – 16th, 2006.
8. ↑  Hora, P.: “Numisheet 2008 – Proceedings of the 7th Int. Conf. and Workshop on Numerical Simulation of 3D Sheet Metal Forming Processes”, Sept. 1-5, 2008, Interlaken, Switzerland.